# هيديكي أوتشيدات
هيديكي أوتشيدات (باليابانية: 内舘 秀樹) (مواليد 15 يناير 1974)، هو لاعب كرة قدم ياباني سابق كان يلعب كمدافع.

## وصلات خارجية
- هيديكي أوتشيدات على موقع الاتحاد الدولي (مؤرشف)  (الإنجليزية)
- هيديكي أوتشيدات على موقع رابطة كرة القدم اليابانية للمحترفين (اليابانية)
- هيديكي أوتشيدات على موقع قاعدة بيانات كرة القدم.إي يو (الإنجليزية)
- هيديكي أوتشيدات على موقع عالم كرة القدم.نت (الإنجليزية)